# Bart De Smet (politicus)
Bart De Smet (Reet, 4 maart 1964) is een voormalig Belgisch politicus voor CVP / CD&V.

## Levensloop
De Smet behaalde in 1983 zijn hoger secundair diploma in de scheikunde aan de Provinciale Technische Scholen in Boom. Van 1985 tot 1993 was hij operator bij Umicore en nadien oefende hij dit beroep tot in 1999 uit bij Agfa-Gevaert.
Bij de tweede rechtstreekse Vlaamse verkiezingen van 13 juni 1999 werd hij voor de toenmalige CVP (sinds 2001 CD&V genaamd) verkozen in de kieskring Antwerpen. Hij bleef Vlaams volksvertegenwoordiger tot juni 2004 en was vast lid van de commissies Binnenlandse Aangelegenheden, Huisvesting en Stedelijk Beleid (1999-2004) en Cultuur, Media en Sport (2001-2004). Bij de verkiezingen van juni 2004 werd hij niet herkozen. Nadien was De Smet van 2004 tot 2014 fractiesecretaris voor CD&V in het Vlaams Parlement en van 2014 tot 2020 secretaris van de Vereniging voor CD&V-Raadsleden. Bij de federale verkiezingen van juni 2007 was hij de campagneleider van CD&V. 
In oktober 2000 werd De Smet verkozen tot gemeenteraadslid van Boom. Van 2001 tot 2006 was hij er schepen van Personeelszaken en van 2007 tot 2012 schepen van Ruimtelijke Ordening, Verkeer, Woonbeleid, Herwaarderingsgebieden, Personeel, Toerisme, Stadsontwikkeling en Erediensten. In 2008 werd hij ten gevolge van een hersenbloeding tijdelijk opgevolgd als schepen door Annelies Laureyssens. Vanaf 1 juni 2009 nam De Smet zijn mandaat opnieuw op. Hoewel hij verkozen was, besloot hij na de lokale verkiezingen van 2012 niet opnieuw te zetelen. Zijn mandaat werd opgenomen door Kris Van Hoeck. Van december 2023 tot december 2024 zetelde De Smet nogmaals als gemeenteraadslid ter vervanging van een ontslagnemend raadslid.
Sinds 2020 is hij mede-eigenaar van een consultancybureau rond projectontwikkeling.